# Velodrom

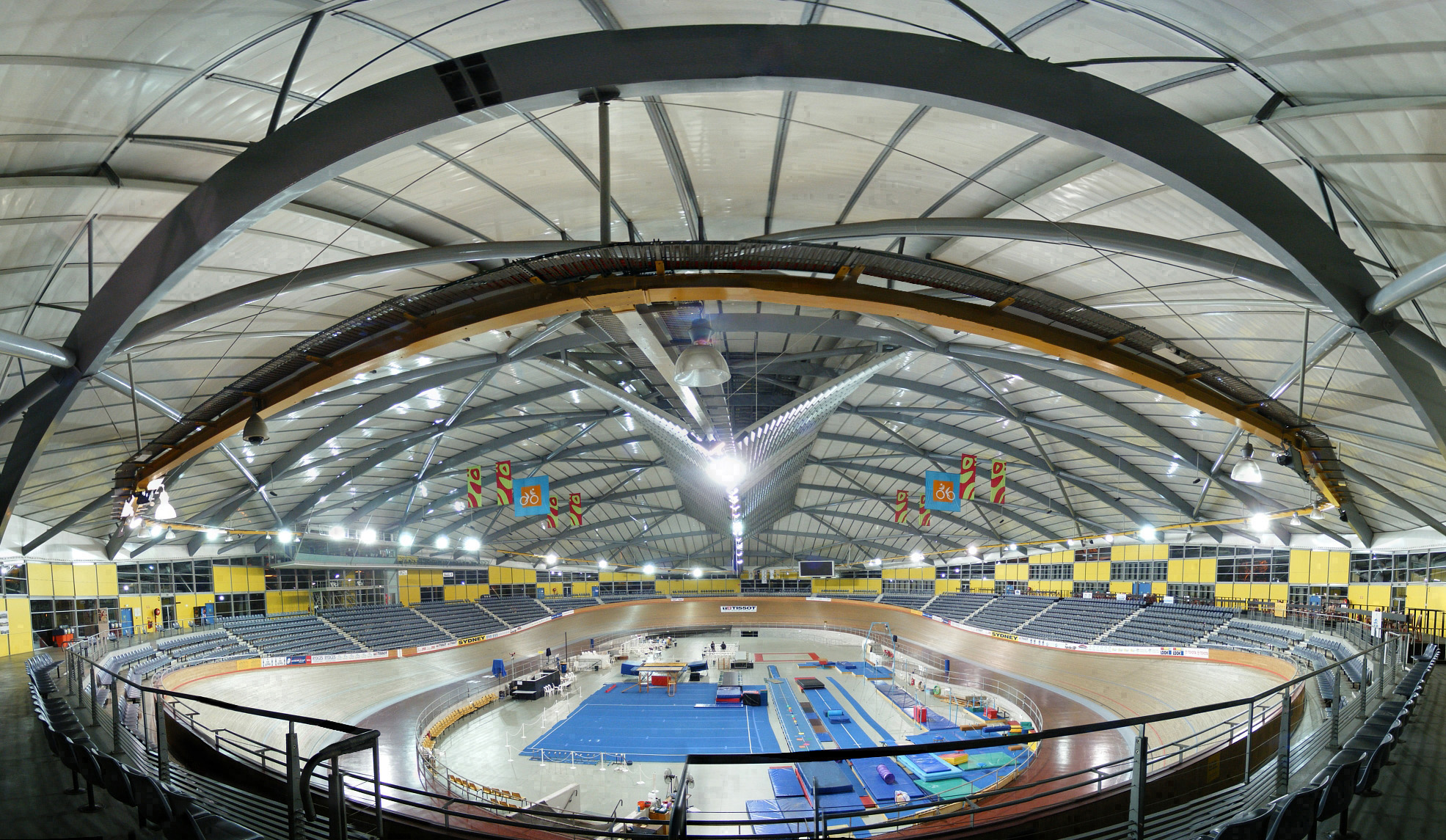
Dunc Gray Velodrome v Sydney

Velodrom (složenina z francouzského vélo, tj. kolo, a řeckého drom, dráha) je sportovní zařízení ve tvaru oválné dráhy pro trénink a soutěže v dráhové cyklistice. Stavba může být provedena ve formě otevřeného stadionu nebo kryté haly a délka dráhy se pohybuje od 150 do 500 metrů. Pro olympijský velodrom musí měřit obvod nejméně 250 metrů. Soutěže na velodromech se jezdí výhradně na dráhových kolech, pouze ve výjimečných případech, kdy na velodromu končí silniční závod (např. Paříž-Roubaix), je povoleno používání silničních kol.
Nejstarší velodromy vznikly ve Francii. Jedná se o Vélodrome Fernand-Guizellin (původně Turquet de la Boisserie), postavený v roce 1896 v Senlis, a Vélodrome Lurcy-Levis (Allier), který pochází z roku 1897. Nejstarší velodrom na světě je v Brně. Používá se od roku 1889 a je stále funkční.
Velodrom pro XXX. letní olympijské hry v Londýně, postavený v roce 2011, obdržel cenu Královského institutu britských architektů.